# Krizma
Krizma je posvečeno mazilo, s katerim škof mazili vernike npr. pri krščanskem obredu oz. zakramentu sv. birme, tudi pri podelitvi zakramenta svetega reda.
Krizma je dejansko mešanica oljčnega olja z dišečim izvlečkom smole balzamovega grma.
Dopoldan na Veliki četrtek (četrtek pred Veliko nočjo) pri t.i. krizmeni maši, pri kateri somašujejo tudi zastopniki duhovnikov, škof blagoslovi sveta olja, ki so poleg krizme tudi katehumensko (krstno) olje ter bolniško olje.